# 4月25日
4月25日（しがつにじゅうごにち）は、グレゴリオ暦で年始から115日目（閏年では116日目）にあたり、年末まではあと250日ある。

## できごと
| 市民らよ武器を取れ/軍隊を組織せよ/進め！進め！/敵の汚れた血で/田畑を満たすまで |

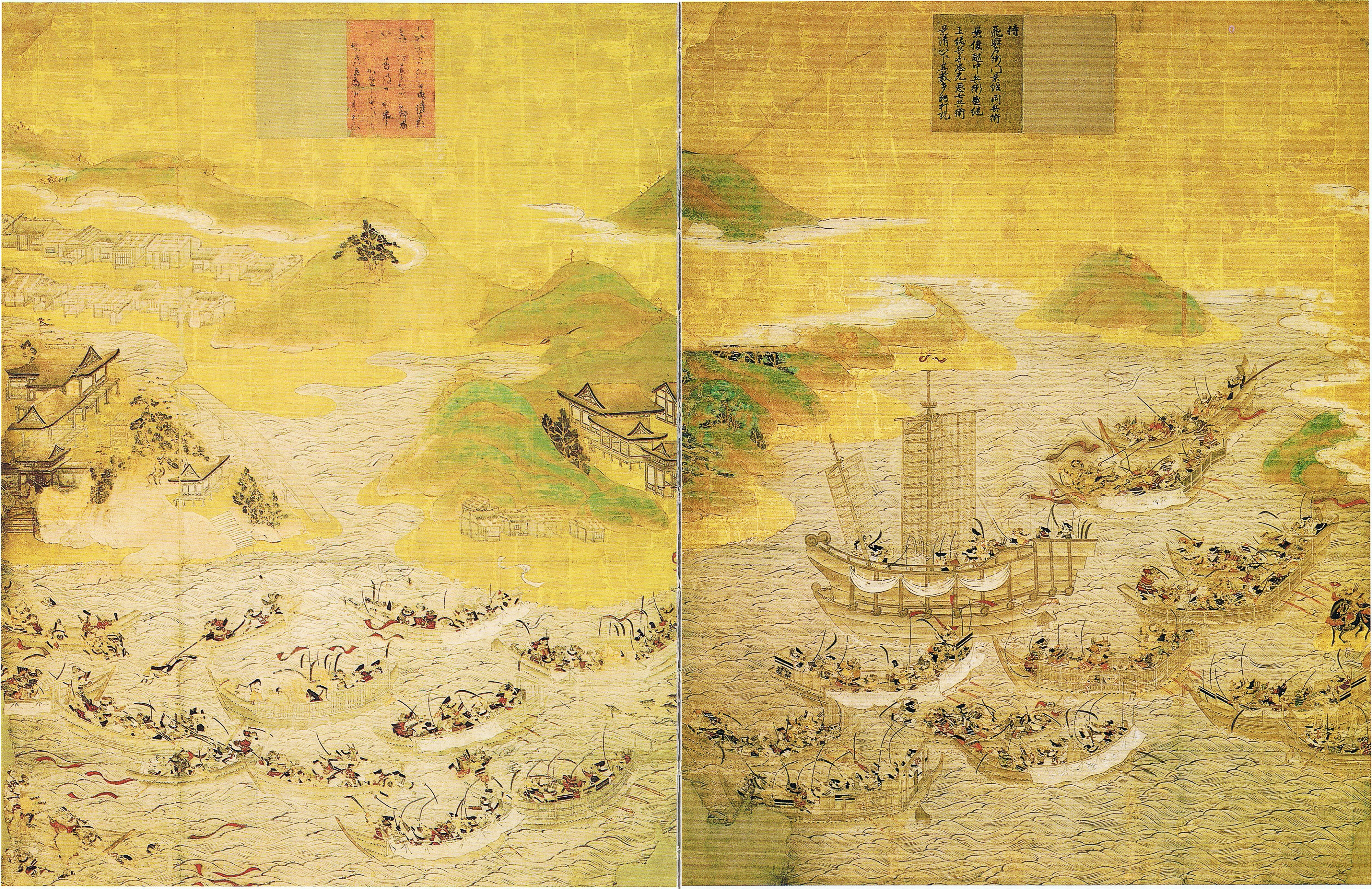
壇ノ浦の戦い(1185)、平氏が滅亡。画像は『安徳天皇縁起絵図』

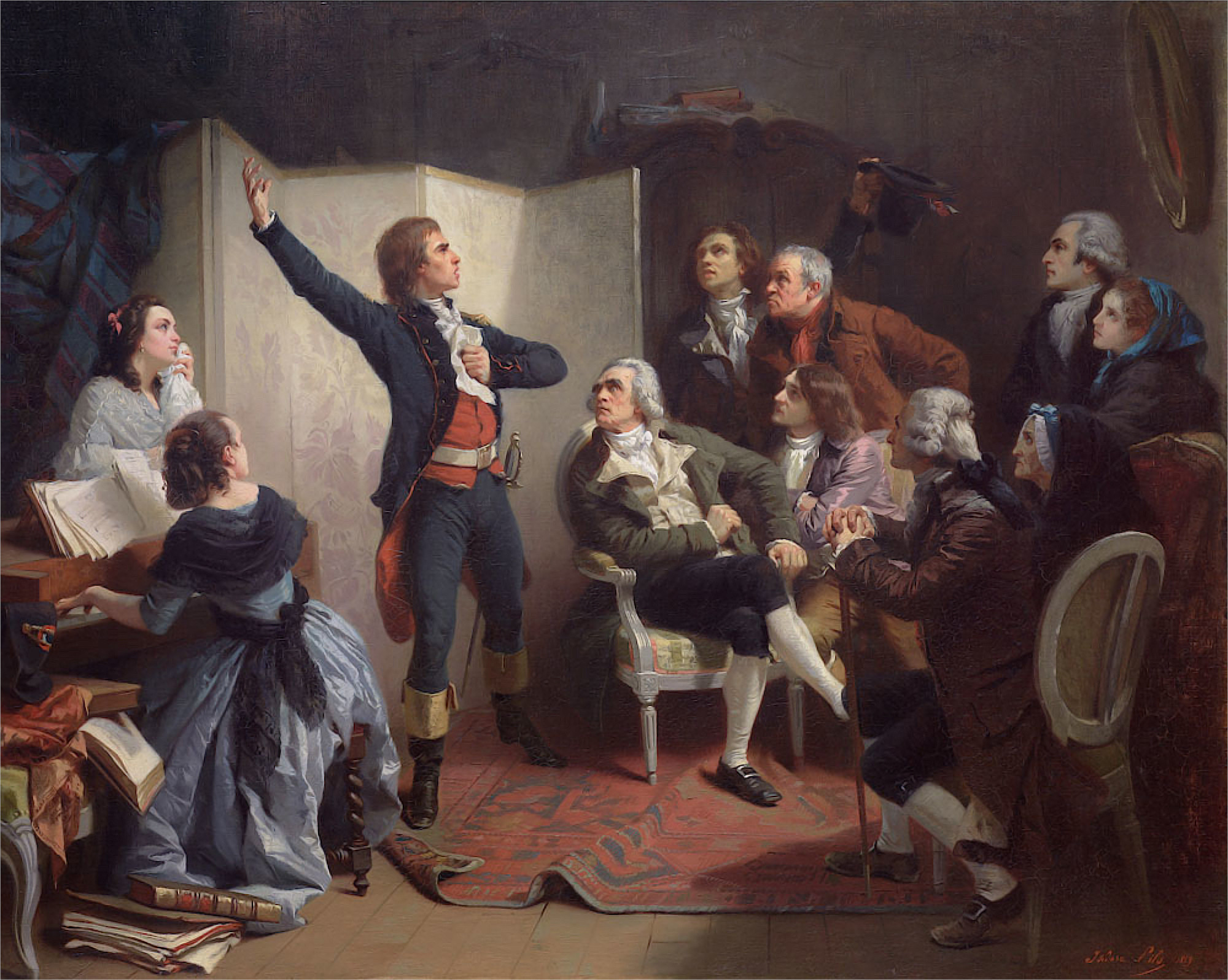
後のフランス国歌、『ラ・マルセイエーズ』が作詞作曲される(1792)。

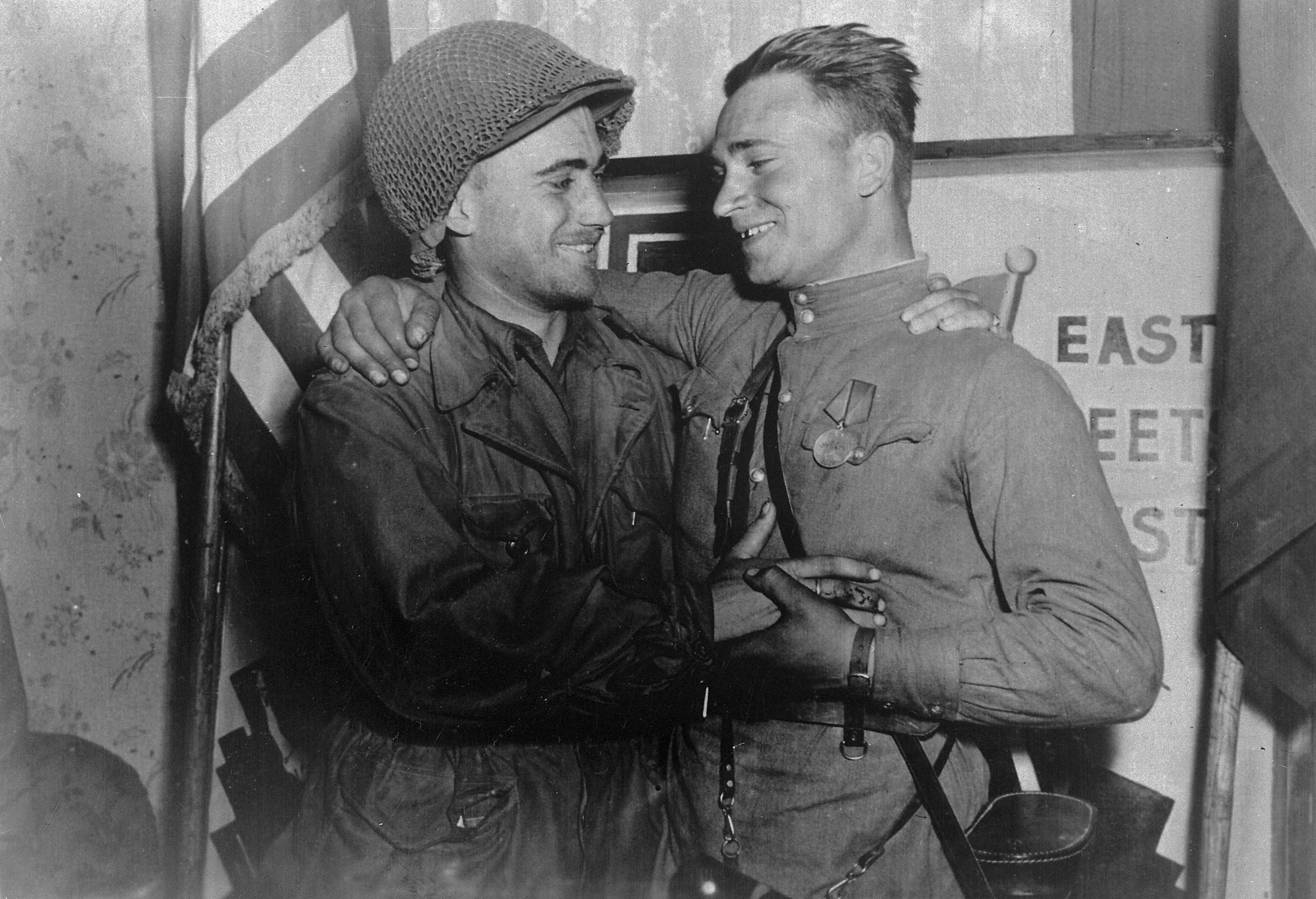
エルベの誓い(1945)――第二次世界大戦でドイツに侵攻した米ソ両軍が邂逅

- 紀元前404年 - アテネがスパルタに降伏し、ペロポネソス戦争が終結。
- 799年 - 暗殺されそうになった所を脱出したローマ教皇レオ3世が、フランク王カール1世（カール大帝）に保護を求める。
- 1185年（元暦2年3月24日） - 壇ノ浦の戦い。平氏一門が滅亡。
- 1582年（天正10年4月3日） - 甲州征伐: 織田信忠が武田家残党を匿った恵林寺を焼き討ち。快川紹喜らが焼死。
- 1608年（慶長13年3月11日） - 征夷大将軍を辞した徳川家康が駿府城に移り住む。
- 1644年（崇禎17年/永昌元年3月19日） - 李自成が率いる叛乱軍が北京を占領。崇禎帝が自害して明が滅亡。
- 1719年 - ダニエル・デフォーの『ロビンソン・クルーソーの生涯と奇しくも驚くべき冒険』が刊行。
- 1792年 - ジョゼフ・ギヨタンの提案により「単なる機械装置の作用（ギロチン）」による死刑の執行がフランス国民議会で採択。
- 1792年 - フランス軍の工兵部隊大尉ルジェ・ド・リールがライン方面軍のための行進曲「ラ・マルセイエーズ」（後のフランス国歌）を完成。
- 1846年 - 米墨戦争勃発。
- 1858年（安政5年3月12日） - 廷臣八十八卿列参事件。
- 1859年 - スエズ運河が起工。
- 1868年（慶応4年/明治元年4月25日） - 福澤諭吉が江戸鉄砲洲の英学塾を芝新銭座に移し慶應義塾に改称。
- 1898年 - スペイン領キューバの独立を機に、アメリカがスペインに宣戦布告。米西戦争が勃発。
- 1915年 - 第一次世界大戦・ガリポリの戦い: 連合軍がガリポリ半島に上陸。
- 1932年 - 朝鮮人民軍が創設される。
- 1934年 - 新橋演舞場で吉本興業が特選漫才大会を開催。上方漫才が東京に初進出。
- 1939年 - この日発売の雑誌『Detective Comics』27号でバットマンが初登場。
- 1945年 - 第二次世界大戦: ドイツに進撃した米ソ両軍がエルベ川で遭遇。（エルベの誓い）
- 1945年 - 連合国50か国代表が参加するサンフランシスコ会議が始まる。6月26日まで。
- 1945年 - イタリア社会共和国が崩壊。
- 1947年 - 第23回衆議院議員総選挙、社会党が143議席で第一党。
- 1949年 - ドル-円の公式為替レートが1ドル360円となる（連合国軍最高司令官総司令部による決定日は同年4月23日）[1]。
- 1953年 - この日発行の『ネイチャー』誌にフランシス・クリックとジェームズ・ワトソンのDNAの二重らせん構造を発表する論文が掲載。
- 1956年 - 台風3号が大隅半島に上陸。これは、1951年の統計開始以降、台風の史上最も早い上陸である。
- 1957年 - 日本で「高速自動車国道法」公布。
- 1958年 - 衆議院解散（話し合い解散）
- 1959年 - 五大湖と大西洋を結ぶセント・ローレンス運河が開通。
- 1961年 - 大阪環状線が全線開通する。[2]
- 1962年 - 皇學館大学開学式が挙行される（神宮皇學館大學の再興、初代大学総長は吉田茂）。
- 1963年 - 大阪駅前に日本初の鋼鉄製横断歩道橋が完成。
- 1968年 - 東名高速道路の最初の開業区間・東京 - 厚木・富士 - 静岡・岡崎 - 小牧が開通。
- 1973年 - 全農林警職法事件の最高裁判所大法廷判決。全逓東京中郵事件の判例を変更。
- 1973年 - ボードゲームのオセロが発売される。
- 1974年 - カーネーション革命: ポルトガルで国軍運動（MFA）が軍事クーデターを起こし、市内の要所を占拠。マルセロ・カエターノ首相が国軍運動に政権を移譲しエスタド・ノヴォが終焉。
- 1980年 - 一億円拾得事件（11月9日に拾い主の物となる）。
- 1980年 - 日本政府が日本オリンピック委員会 (JOC) に、モスクワオリンピックに参加しないよう通告。
- 1982年 - イスラエルが、15年間占領していたシナイ半島をエジプトに全面返還。
- 1986年 - ムスワティ3世がスワジランド国王に即位。
- 1987年 - テレビ朝日系討論番組『朝まで生テレビ!』が放送開始。
- 1988年 - イスラエル下級裁が、元ナチス・ドイツ強制収容所の看守ジョン・デミャニュクが収容所で残虐行為をしていたとして死刑判決。
- 1989年 - 竹下登内閣総理大臣がリクルート事件よる政治不信の責任を取って予算成立後の辞任を表明。
- 1994年 - 細川護煕内閣が在任260日で総辞職。
- 2002年 - 最高裁判所で「ゲームソフトは著作権法上の映画の著作物に該当するが、その頒布権は消滅するので中古品売買は自由に行うことが出来る」とする判決が下される。
- 2003年 - 六本木ヒルズが開業。
- 2005年 - 兵庫県尼崎市の福知山線（JR宝塚線）で脱線事故が発生（JR福知山線脱線事故）。死者107名（運転士1名含む）、負傷者562名の大惨事に。
- 2005年 - 千葉県市原市のファミリーレストランの店内で暴力団員が拳銃を発砲し、2名が死亡。（ファミレス2人射殺事件）
- 2007年 - 日本の小惑星探査機「はやぶさ」が、小惑星「イトカワ」から地球への帰還のための本格巡航運転を開始。
- 2015年 - ネパール地震。ネパールの首都カトマンズにてマグニチュード7.8を記録する大地震が発生[3]。

## 誕生日

### 人物

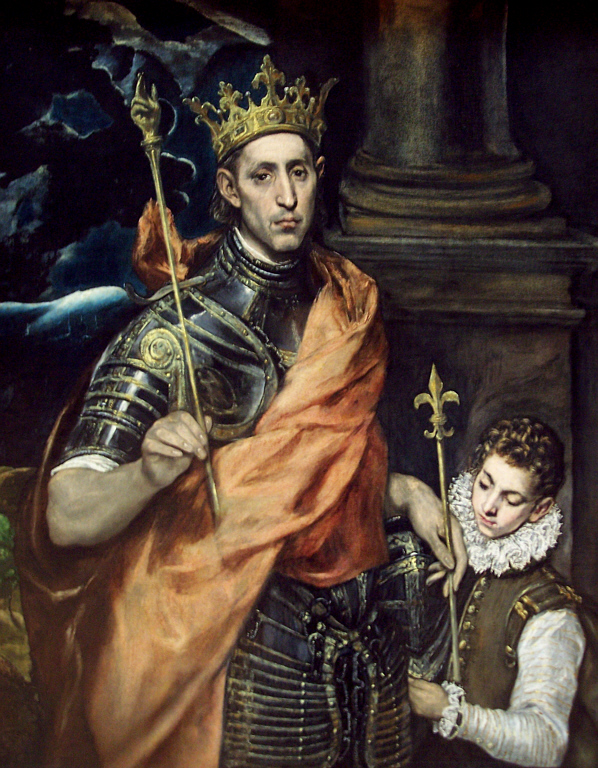
フランス王、「聖王」ルイ9世(1214-1270)誕生。

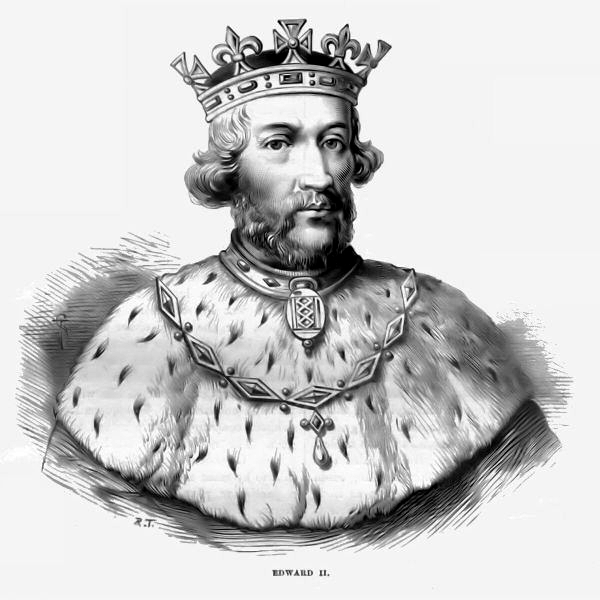
イングランド王エドワード2世(1284-1327)誕生。「プリンス・オブ・ウェールズ」の称号を初めて授けられた。

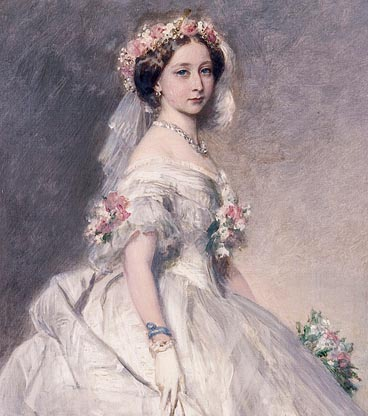
ヘッセン大公妃アリス・モード・メアリー(1843-1878)誕生。フローレンス・ナイチンゲールの弟子として福祉・医療に貢献した。

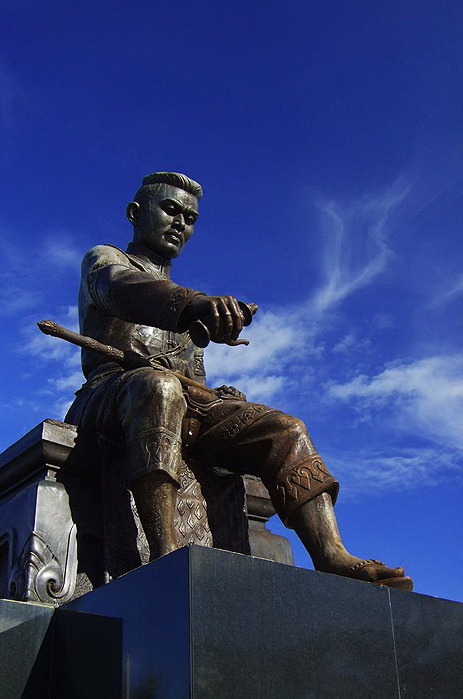
タイのアユタヤー王朝21代王ナレースワン(1555-1605)誕生。「大王」「黒の王」と称さ、ムエタイの創始者とされる。

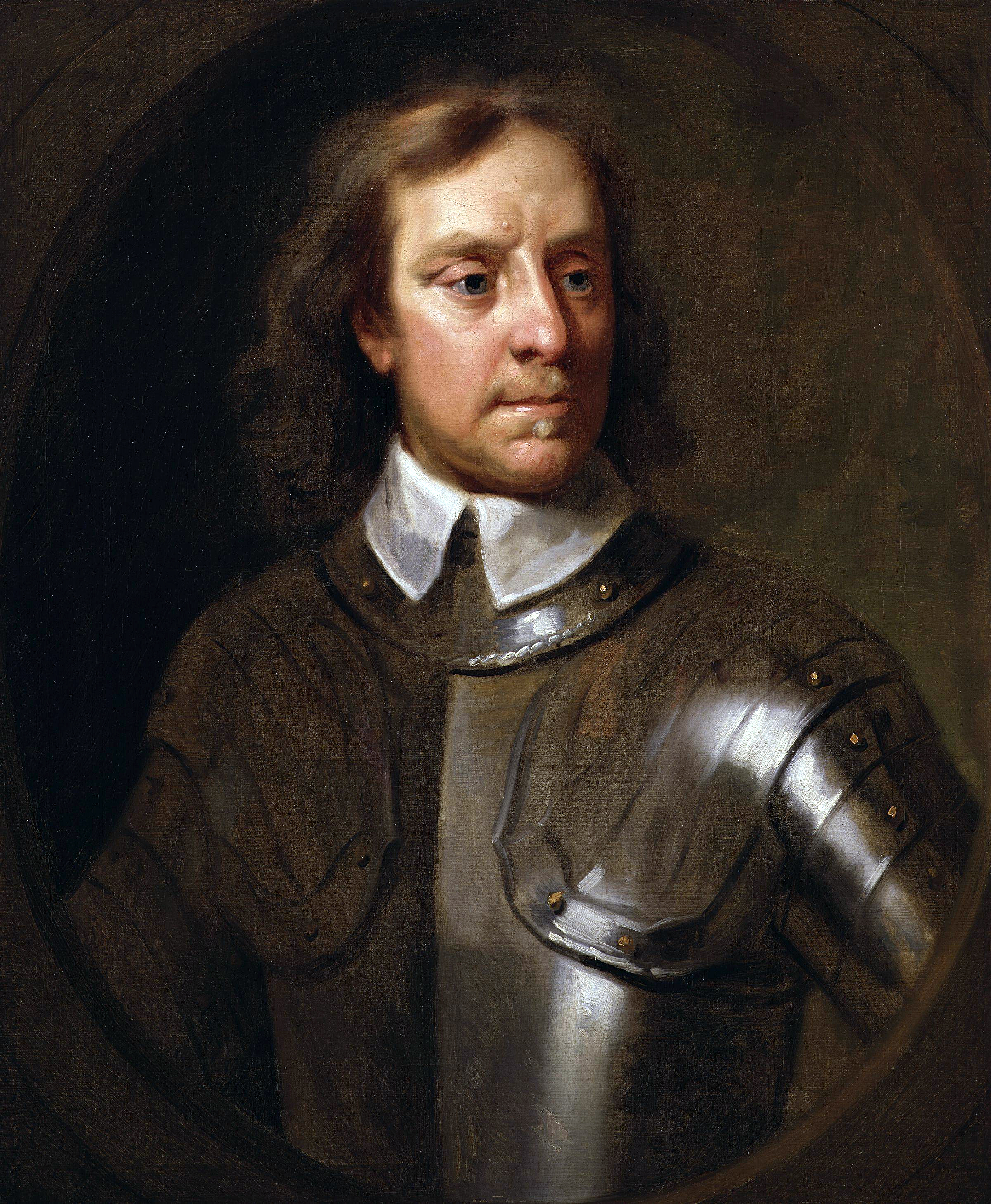
清教徒革命の指導者、オリバー・クロムウェル(1599-1658)誕生。

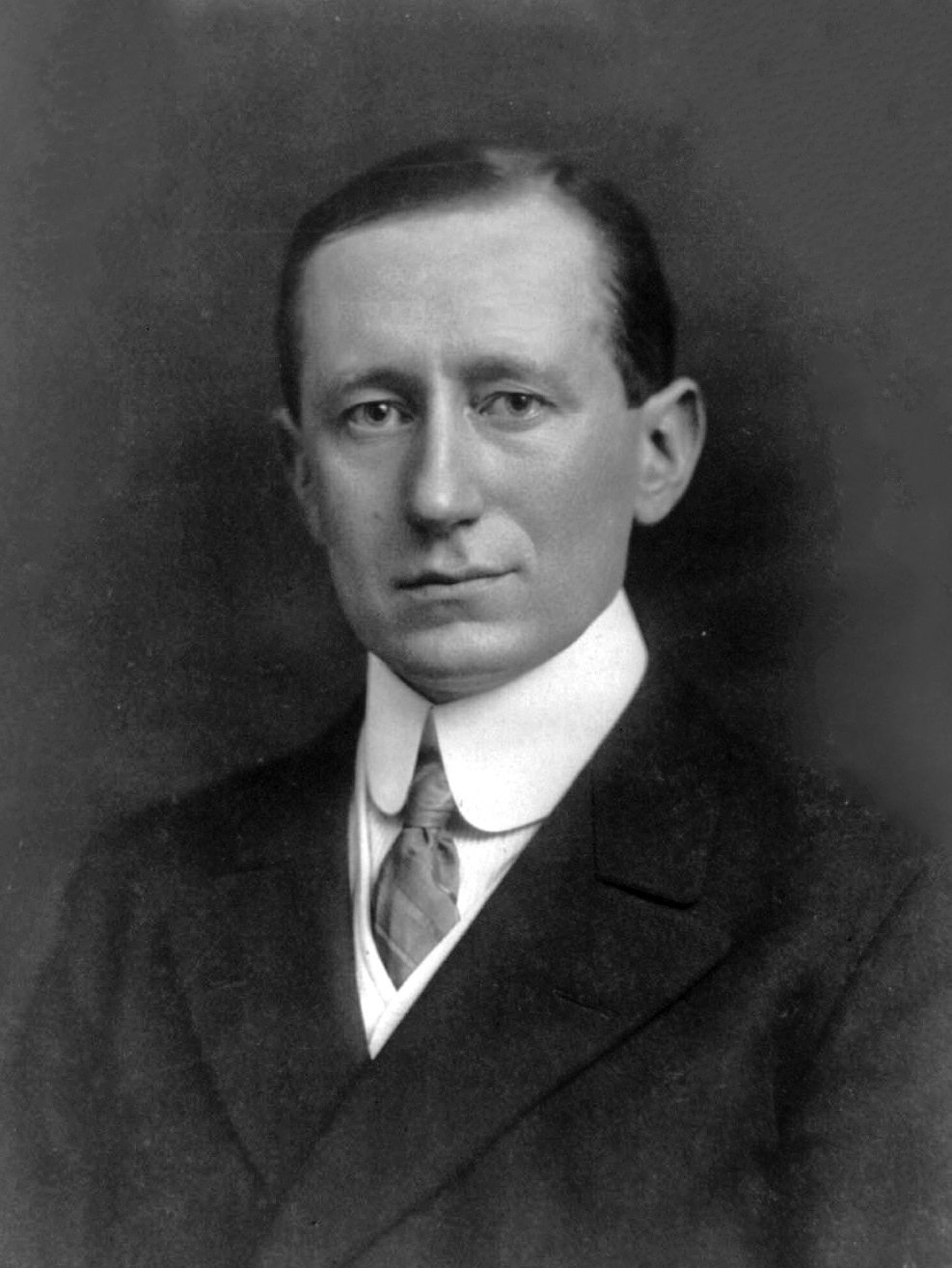
無線通信を実用化した発明家、グリエルモ・マルコーニ(1874-1937)誕生。

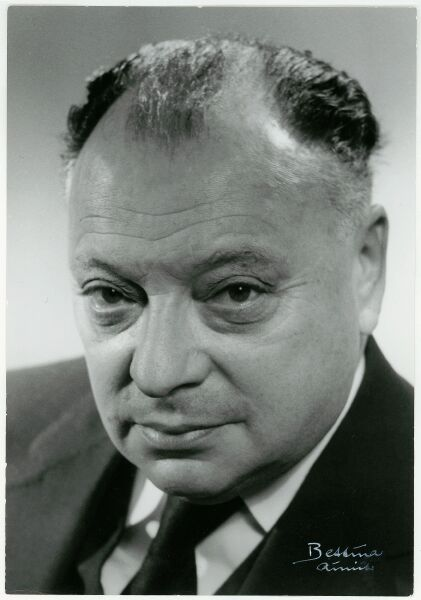
物理学者ヴォルフガング・パウリ(1900-1958)誕生。パウリの排他律を発見した。

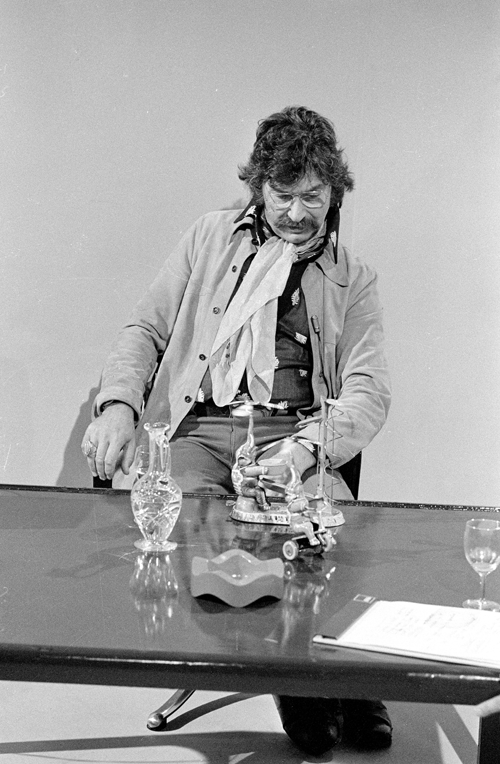
画家カレル・アペル(1921-2006)誕生。

- 1214年 - ルイ9世、フランス王（+ 1270年）
- 1228年 - コンラート4世、神聖ローマ皇帝（+ 1254年）
- 1284年 - エドワード2世、イングランド王（+ 1327年）
- 1599年 - オリバー・クロムウェル、イギリス護国卿（+ 1658年）
- 1657年 - テケリ・イムレ、政治家、反乱指導者（+ 1705年）
- 1719年（享保4年3月6日） - 井伊直陽、越後国与板藩第2代藩主（+ 1732年）
- 1767年 - ニコラ・ウディノ、軍人（+ 1847年）
- 1781年（天明元年4月2日） - 藤堂高兌、伊勢国津藩第10代藩主（+ 1825年）
- 1813年（文化10年3月25日） - 奥平昌猷、豊前国中津藩第7代藩主（+ 1842年）
- 1824年 - ギュスターヴ・ブーランジェ、画家（+ 1888年）
- 1843年 - アリス・モード・メアリ、ヘッセン大公妃（+ 1878年）
- 1849年 - フェリックス・クライン、数学者（+ 1925年）
- 1850年 - ルイーゼ・アドルファ・ル・ボー、作曲家、ピアニスト（+ 1927年）
- 1873年 - ウォルター・デ・ラ・メア、小説家、詩人（+ 1956年）
- 1874年 - グリエルモ・マルコーニ、科学者（+ 1937年）
- 1883年 - 鳥潟右一、通信工学者（+ 1923年）
- 1883年 - セミョーン・ブジョーンヌイ、軍人（+ 1973年）
- 1884年 - 田村俊子、小説家（+ 1945年）
- 1888年 - 宮城長順、空手家（+ 1953年）
- 1894年 - 森赳、軍人、元陸軍中将（+ 1945年）
- 1898年 - 清元志寿太夫、清元節太夫（+ 1999年）
- 1900年 - ヴォルフガング・パウリ、物理学者（+ 1958年）
- 1901年 - 高橋掬太郎、作詞家（+ 1970年）
- 1901年 - 竹山祐太郎、政治家（+ 1982年）
- 1901年 - ヴラディーミル・ソフロニツキー、ピアニスト（+ 1961年）
- 1903年 - アンドレイ・コルモゴロフ、数学者（+ 1987年）
- 1905年 - 松本克平、俳優（+ 1995年）
- 1907年 - 安井郁、国際法学者（+ 1980年）
- 1907年 - 巽フサ、日本の長寿者（+ 2023年）
- 1908年 - 木下繁、彫刻家（+ 1988年）
- 1908年 - エドワード・R・マロー、ジャーナリスト（+ 1965年）
- 1909年 - 土橋治重、詩人、作家（+ 1993年）
- 1911年 - 川村徳久、元プロ野球選手（+ 1944年）
- 1917年 - 鬼頭数雄、元プロ野球選手（+ 1944年）
- 1917年 - エラ・フィッツジェラルド、ジャズ歌手（+ 1996年）
- 1917年 - 岡田福吉、プロ野球選手（+ 1944年）
- 1918年 - アストリッド・ヴァルナイ、ソプラノ歌手（+ 2006年）
- 1920年 - 西本幸雄、元プロ野球選手、監督（+ 2011年）
- 1920年 - 河西俊雄、元プロ野球選手（+ 2007年）
- 1921年 - カレル・アペル、画家（+ 2006年）
- 1921年 - 松井信勝、元プロ野球選手
- 1922年 - 三浦綾子、小説家（+ 1999年）
- 1922年 - 岩井章、労働運動家（+ 1997年）
- 1923年 - アルバート・キング、ブルースミュージシャン（+ 1992年）
- 1924年 - 天保義夫、元プロ野球選手（+ 1999年）
- 1925年 - 富永一朗、漫画家（+ 2021年）
- 1927年 - 和中道男、元プロ野球選手（+ 1990年）
- 1928年 - サイ・トゥオンブリー、画家、彫刻家（+ 2011年）
- 1929年 - 岩垂寿喜男、政治家（+ 2001年）
- 1930年 - ポール・マザースキー、映画監督、俳優（+ 2014年）
- 1931年 - 寺田瀧雄、宝塚歌劇団の作曲家（+ 2000年）
- 1932年 - 太田淑子、声優（+ 2021年）
- 1933年 - 丸山圭三郎、言語学者、哲学者（+ 1993年）
- 1933年 - 小林陽太郎、実業家（+ 2015年）
- 1934年 - 古川啓三、元プロ野球選手（+ 1984年）
- 1934年 - 鵜飼昭雪、元プロ野球選手
- 1935年 - 増田浩、元プロ野球選手
- 1935年 - 岡本芳信、元プロ野球選手
- 1936年 - 和泉宗章、占い師（+ 2001年）
- 1936年 - 十時啓視、元プロ野球選手（+ 2001年）
- 1936年 - レオネル・サンチェス、元サッカー選手（+ 2022年）
- 1939年 - 木村勝男、元プロ野球選手
- 1940年 - アル・パチーノ、俳優
- 1941年 - ベルトラン・タヴェルニエ、映画監督（+ 2021年）
- 1942年 - 外村彰、物理学者（+ 2012年）
- 1942年 - ミスター・ヒト、プロレスラー（+ 2010年）
- 1943年 - 山岡賢次、政治家
- 1945年 - 渡辺典子、童謡歌手（+ 1992年）
- 1945年 - ビョルン・ウルヴァース、ミュージシャン（ABBA）
- 1945年 - 森山裕、政治家
- 1946年 - 吉田填一郎、アナウンサー
- 1946年 - 上原きみ子、漫画家
- 1946年 - 十勝花子、タレント、女優（+ 2016年）
- 1946年 - タリア・シャイア、女優
- 1946年 - ウラジーミル・ジリノフスキー、政治家（+ 2022年）
- 1947年 - 旭國斗雄、元大相撲力士、年寄2代大島（+ 2024年）
- 1947年 - ヨハン・クライフ、元サッカー選手、指導者（+ 2016年）
- 1947年 - 安田猛、元プロ野球選手（+ 2021年）
- 1947年 - 長谷百合子、政治家（+ 2019年）
- 1948年 - 柳済斗、元プロボクサー
- 1948年 - 千葉剛、元プロ野球選手
- 1949年 - 中丸新将、俳優
- 1949年 - 渡辺勉、元プロ野球選手（+ 2023年）
- 1950年 - 五代目坂東玉三郎、歌舞伎俳優
- 1951年 - 滝浪隆雄、元プロ野球選手
- 1952年 - 鳥羽一郎、歌手
- 1952年 - 里見まさと、漫才師
- 1953年 - 古賀敬章、政治家
- 1953年 - ロン・クレメンツ、アニメ監督
- 1954年 - ブーマー・ウェルズ、元プロ野球選手
- 1957年 - 李国秀、元サッカー選手、指導者
- 1958年 - 栃司哲史、元大相撲力士
- 1958年 - 嶋聡、政治家
- 1959年 - 梅沢義勝、元プロ野球選手
- 1959年 - 松本剛明、政治家
- 1960年 - 苣木寛之、ミュージシャン（THE MODS）
- 1961年 - 長谷川裕一、漫画家
- 1961年 - 長谷部真理子、アナウンサー、キャスター
- 1961年 - まるたまり、声優、歌手
- 1962年 - 倉知淳、推理作家
- 1963年 - 芦奈野ひとし、漫画家
- 1963年 - 池本小百合、声優
- 1963年 - 大和邦久、シンガーソングライター
- 1963年 - デイヴィッド・モイーズ、元サッカー選手、指導者
- 1965年 - や乃えいじ、俳優、声優
- 1966年 - 豊田順子、アナウンサー
- 1967年 - 児島未散、歌手、女優
- 1967年 - 田原伸吾、野球選手
- 1969年 - レネー・ゼルウィガー、女優
- 1969年 - ENGIN#9、プロHIP-HOPダンサー
- 1970年 - 鶴田真由、女優
- 1970年 - 川上とも子、声優（+ 2011年）
- 1970年 - ジェイソン・リー、俳優
- 1972年 - マイカ・フランクリン、元プロ野球選手
- 1972年 - 鈴木おさむ、放送作家
- 1973年 - 柴山延子、アナウンサー
- 1973年 - 久保孝之、元プロ野球選手
- 1974年 - 鈴木崇司、アナウンサー
- 1976年 - ティム・ダンカン、元バスケットボール選手
- 1976年 - ジウベルト・ダ・シウバ・メロ、元サッカー選手
- 1976年 - 山本吉貴、お笑いタレント（元チャイルドマシーン）
- 1977年 - 三木肇、元プロ野球選手、監督
- 1978年 - 山田愛里、元アナウンサー
- 1978年 - 矢野諭、元プロ野球選手
- 1979年 - 東辰弥、元プロ野球選手
- 1979年 - 酒井泰志、元プロ野球選手
- 1979年 - 横尾初喜、映画監督
- 1980年 - 多田野数人、元プロ野球選手
- 1980年 - 郷本直也、俳優
- 1980年 - 森永理科、声優
- 1980年 - 宮澤寿梨、女優、タレント
- 1980年 - アレハンドロ・バルベルデ、自転車競技選手
- 1980年 - 岩田豪、元陸上競技選手、ランニングアドバイザー
- 1981年 - フェリペ・マッサ、F1レーサー
- 1981年 - アニヤ・パーション、アルペンスキー選手
- 1982年 - 黄俊中、元プロ野球選手
- 1983年 - J.P.ハウエル、元プロ野球選手
- 1983年 - ホアン・ミランダ、プロ野球選手
- 1984年 - 井上佳奈、ミュージカル俳優
- 1985年 - みやぞん、お笑い芸人（元ANZEN漫才）
- 1986年 - 川村あんな、元グラビアアイドル
- 1986年 - ライス・エンボリ、サッカー選手
- 1986年 - 大原由子、競艇選手
- 1987年 - 鶴直人、元プロ野球選手
- 1987年 - 本田有花、女優（元美少女クラブ31）
- 1987年 - アレクサンドル・ウスペンスキー、フィギュアスケート選手
- 1987年 - ギド・ヴァン・デル・ガルデ、F1レーサー
- 1987年 - パク・ジェボム、実業家、歌手、元アイドル（2PM）
- 1988年 - 石坂友里、ファッションモデル
- 1988年 - ラウラ・レピスト、フィギュアスケート選手
- 1988年 - 荒木郁也、元プロ野球選手
- 1989年 - 関金林、フィギュアスケート選手
- 1989年 - セーレン・ボバック、オリエンテーリング選手
- 1990年 - 高橋悠馬、サッカー選手
- 1990年 - ジャン＝エリック・ベルニュ、F1レーサー
- 1992年 - 池田恭祐、俳優、声優
- 1993年 - ガブリェラ・チェルマノヴァー、フィギュアスケート選手
- 1993年 - ラファエル・ヴァラーヌ、サッカー選手
- 1994年 - エレーナ・イリニフ、フィギュアスケート選手
- 1994年 - 福緒唯、声優
- 1994年 - コディ・ポンセ、プロ野球選手
- 1996年 - 前田佳織里、声優
- 1997年 - 綾部翔、元プロ野球選手
- 1997年 - 小田えりな、タレント（元AKB48）
- 1998年 - 荒井麻珠、歌手（元Little Glee Monster）
- 1998年 - 郡拓也、プロ野球選手
- 2002年 - 細川凌平、プロ野球選手
- 2002年 - 天咲光由、プロレスラー
- 2003年 - 福島蓮、プロ野球選手
- 生年不詳 - 鳴瀬シュウヘイ、作曲家

### 人物以外（動物など）
- 1980年 - ギャロップダイナ、競走馬（+ 2006年）
- 1989年 - ミホノブルボン、競走馬（+ 2017年）

## 忌日
| そののち西に向かはせ給ひて、御念仏ありしかば、二位殿やがて抱き参らせて、「波の底にも都の候ふぞ」と慰め参らせて、千尋の底にぞ沈み給ふ。――『平家物語』「先帝身投」 |

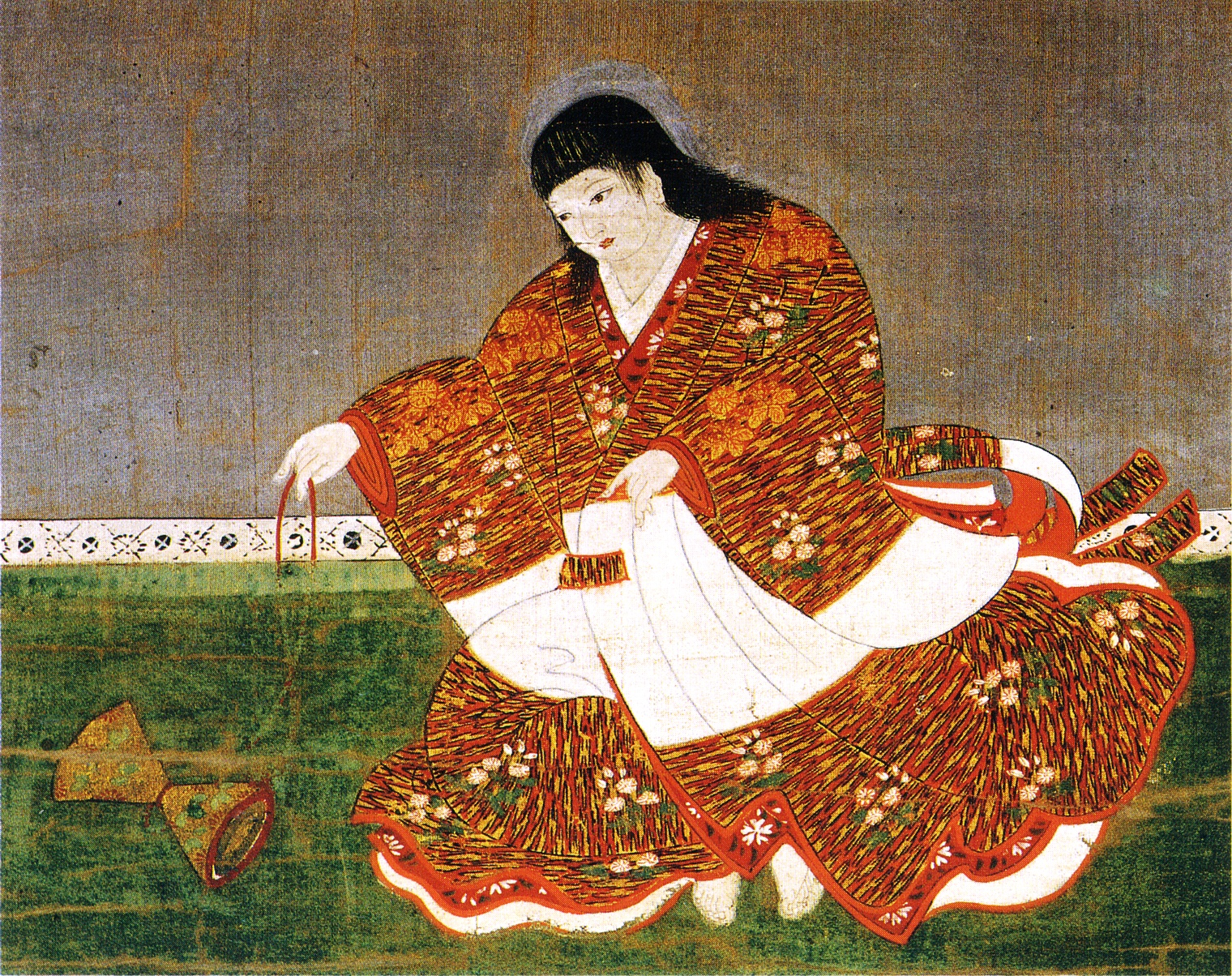
安徳天皇(1178-1185)、壇ノ浦の戦いで入水。

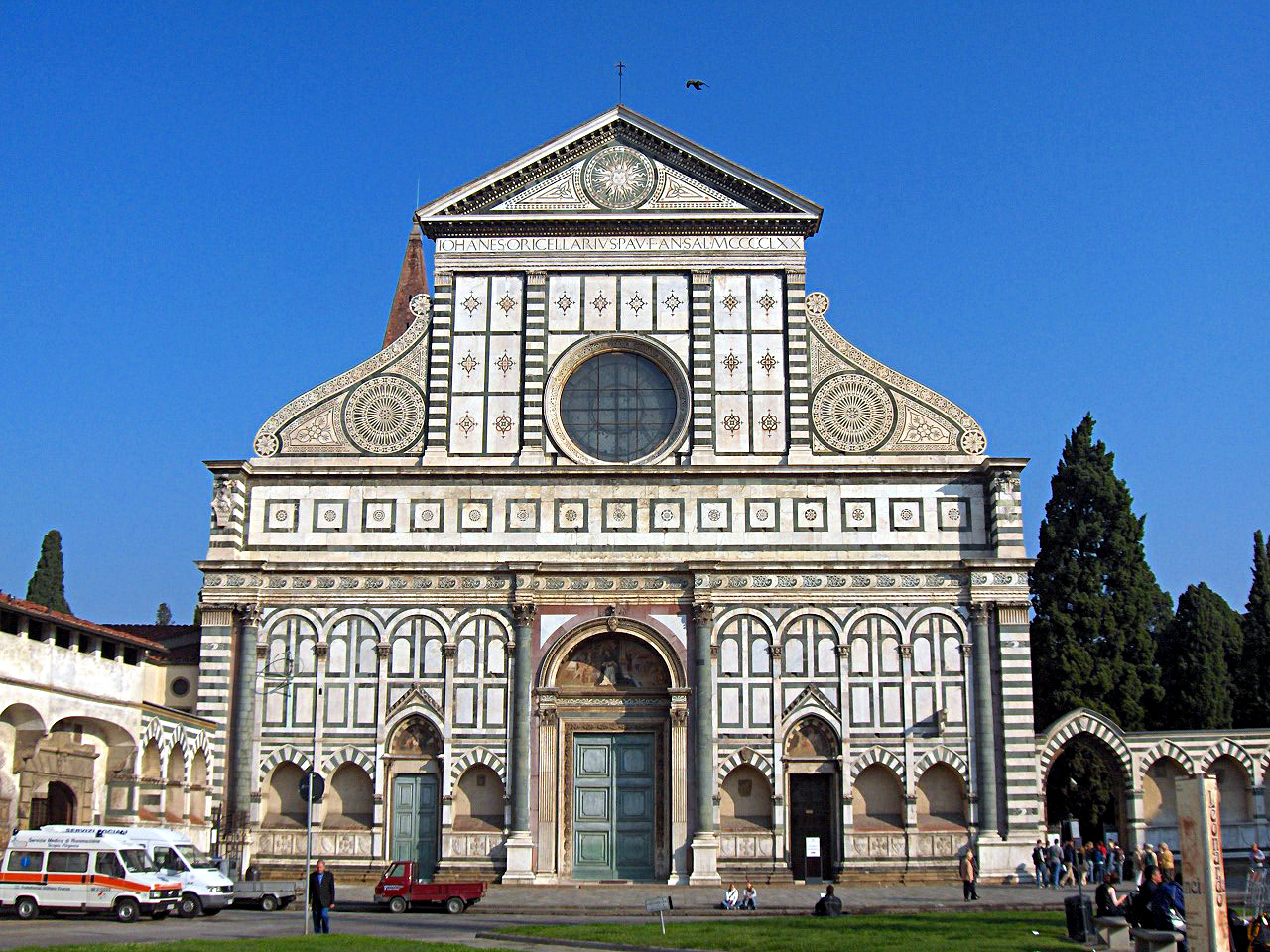
人文主義者、建築理論家、建築家レオン・バッティスタ・アルベルティ(1404-1472)没。画像はフィレンツェのサンタ・マリア・ノヴェッラ教会。

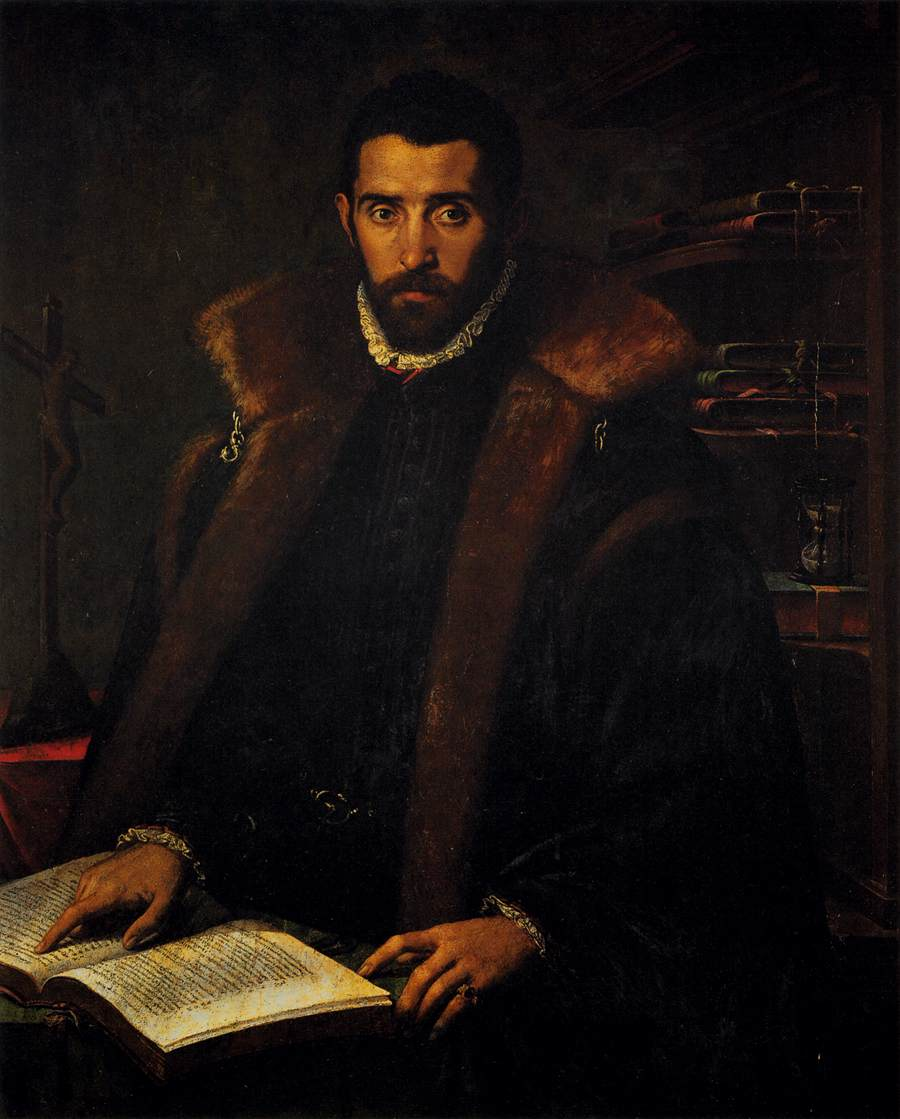
叙事詩人トルクァート・タッソ(1493-1569)没。代表作は1581年に刊行された『解放されたエルサレム』

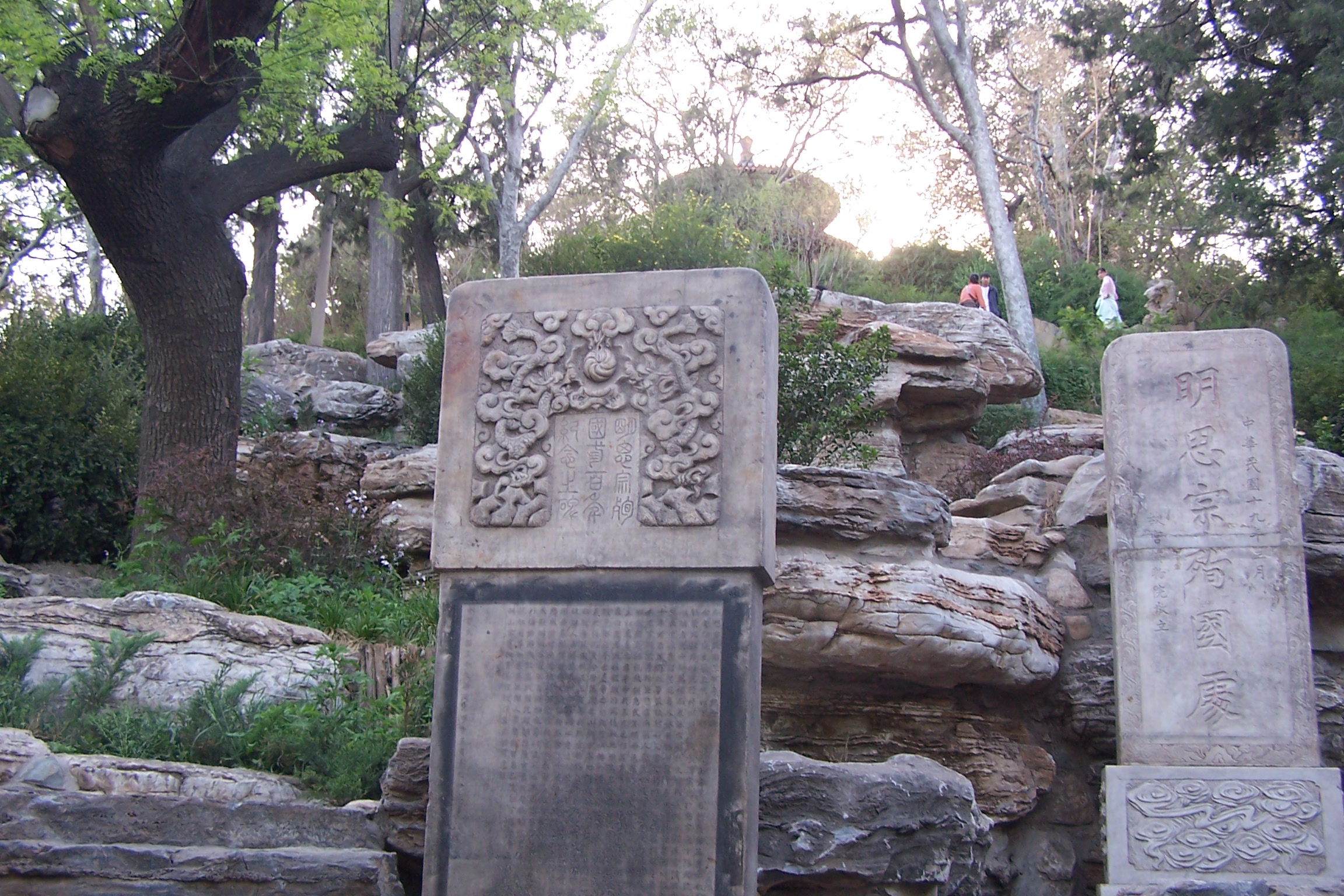
明最後の皇帝崇禎帝(1611-1644)自害。画像は自害の地景山に建てられた石碑。

数学者シメオン・ドニ・ポアソン(1781-1840)没。ポアソン分布・ポアソン方程式などで知られる。

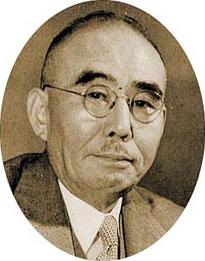
第55代日本国内閣総理大臣石橋湛山(1884-1973)没。政界入り前は、自由主義的経済評論家として筆を振るった。

- 766年（天平神護2年3月12日） - 藤原真楯、公卿（* 715年）
- 783年（延暦2年3月19日） - 藤原田麻呂、奈良時代の公卿（* 722年）
- 1181年（養和元年3月10日） - 義円、僧、武将（* 1155年）
- 1185年（元暦2年3月24日） - 平経盛、武将（* 1125年）
- 1185年（元暦2年3月24日） - 平教盛、武将（* 1128年）
- 1185年（元暦2年3月24日） - 平時子、平清盛の妻、安徳天皇の祖母（* 1126年）
- 1185年（元暦2年3月24日） - 平知盛、武将・平清盛の子（* 1152年）
- 1185年（元暦2年3月24日） - 平教経、武将（* 1160年）
- 1185年（元暦2年3月24日） - 平資盛、武将（* 1161年）
- 1185年（元暦2年3月24日） - 平有盛、武将（* 1164年）
- 1185年（元暦2年3月24日） - 平行盛、武将（生年不詳）
- 1185年（元暦2年3月24日） - 安徳天皇、第81代天皇（* 1178年）
- 1295年 - サンチョ4世、カスティーリャ王（* 1257年）
- 1342年 - ベネディクトゥス12世、ローマ教皇（* 1285年）
- 1351年 - 二条藤子、女房・歌人・後醍醐天皇側室（* 生年不詳）
- 1472年 - レオン・バッティスタ・アルベルティ、芸術家、詩人、哲学者（* 1404年）
- 1566年 - ディアーヌ・ド・ポワチエ、フランス王アンリ2世の愛妾（* 1499年）
- 1566年 - ルイーズ・ラベ、詩人（* 1525年）
- 1581年（天正9年3月22日） - 岡部元信、戦国武将（* 1543年）
- 1582年（天正10年4月3日） - 快川紹喜、僧（* 1502年）
- 1595年 - トルクァート・タッソ、詩人（* 1544年）
- 1605年 - ナレースワン、シャム王（* 1555年）
- 1644年（崇禎17年3月19日） - 崇禎帝、第17代明皇帝（* 1611年）
- 1683年（天和3年3月29日） - 八百屋お七、放火未遂犯（* 1668年）
- 1690年 - ダフィット・テニールス、画家（* 1610年）
- 1734年 - ヨハン・コンラート・ディッペル（英語版）、神学者、医師、錬金術師、フランケンシュタイン城居住者（* 1673年）
- 1744年 - アンデルス・セルシウス、物理学者、セルシウス度考案者（* 1701年）
- 1758年（宝暦8年3月18日） - 佐竹義明、第7代久保田藩主（* 1723年）
- 1800年 - ウィリアム・クーパー、詩人（* 1731年）
- 1827年（文政10年3月30日） - 大槻玄沢、蘭学者（* 1757年）
- 1836年（天保7年3月10日） - 伊達村寿、第6代宇和島藩主（* 1763年）
- 1840年 - シメオン・ドニ・ポアソン、数学者、物理学者（* 1781年）
- 1853年 - ウィリアム・ボーモント、軍医（* 1785年）
- 1870年 - ダニエル・マクリース、画家（* 1806年）
- 1878年 - アンナ・シュウエル、小説家（* 1820年）
- 1882年 - カール・フリードリッヒ・ツェルナー、物理学者、天文学者（* 1834年）
- 1886年 - ウジェーヌ・イザベイ、画家（* 1803年）
- 1911年 - エミリオ・サルガーリ、小説家（* 1862年）
- 1915年 - フレデリック・ウィリアム・スワード、第6代アメリカ合衆国国務次官補（* 1830年）
- 1919年 - オーガスタス・D・ジュリアード（英語版）、実業家、慈善家、元メトロポリタン歌劇場総裁（* 1836年）
- 1926年 - 純宗、大韓皇帝（* 1874年）
- 1926年 - エレン・ケイ、社会活動家、社会思想家、著作家（* 1849年）
- 1928年 - ピョートル・ヴラーンゲリ、ロシア内戦時の白衛軍司令官（* 1878年）
- 1929年 - 6代目林家正蔵、落語家（* 1887年）
- 1943年 - 武田惣角、武術家（* 1859年）
- 1944年 - トニー・マレーン、元プロ野球選手（* 1859年）
- 1945年 - 日名子実三、彫刻家（* 1892年）
- 1946年 - 岩波茂雄、岩波書店創業者（* 1881年）
- 1960年 - 中島久万吉、商工大臣、実業家（* 1873年）
- 1961年 - ロバート・ギャレット、陸上競技選手（* 1875年）
- 1966年 - 下条康麿、官僚、政治家、社会学者、第65代文部大臣（* 1885年）
- 1968年 - ジョン・テュークスベリー、陸上競技選手（* 1876年）
- 1968年 - 万城目正、作曲家（* 1905年）
- 1972年 - ジョージ・サンダース、俳優（* 1906年）
- 1973年 - 石橋湛山、評論家、政治家、第55代内閣総理大臣、元東洋経済新報社社長（* 1884年）
- 1975年 - 君島一郎、朝鮮銀行副総裁、野球研究者（* 1887年）
- 1976年 - キャロル・リード、映画監督（* 1906年）
- 1976年 - アレクサンダー・ブライロフスキー、ピアニスト（* 1896年）
- 1977年 - メーライ＝ホルヴァート・ジョーフィア、フィギュアスケート選手（* 1889年）
- 1978年 - 東郷青児、画家（* 1897年）
- 1980年 - カタリーナ・マン、作家トーマス・マンの妻（* 1883年）
- 1983年 - 伊藤久男、歌手（* 1910年）
- 1984年 - 林達夫、評論家（* 1896年）
- 1988年 - クリフォード・D・シマック、SF作家（* 1904年）
- 1990年 - デクスター・ゴードン、ジャズサクソフォーン奏者（* 1923年）
- 1991年 - 藤田信男、野球選手（* 1903年）
- 1992年 - 尾崎豊、シンガーソングライター（* 1965年）
- 1994年 - 加茂喜久、俳優、声優、イラストレーター、装丁家（* 1932年）
- 1995年 - ジンジャー・ロジャース、女優（* 1911年）
- 1996年 - ソール・バス、グラフィックデザイナー（* 1920年）
- 1997年 - バーナード・ヴォネガット、気象学者（* 1914年）
- 1999年 - 第3代キラニン男爵マイケル・モリス、ジャーナリスト、第6代国際オリンピック委員会委員長（* 1914年）
- 2000年 - 佐藤文生、政治家、第46代郵政大臣（* 1919年）
- 2001年 - 関之、検事、弁護士（* 1903年）
- 2001年 - ミケーレ・アルボレート、F1ドライバー（* 1956年）
- 2002年 - ヴィリー・イェーデ、陸軍軍人（* 1908年）
- 2002年 - 伊藤正男、工学者、実業家、元いすゞ自動車社長（* 1911年）
- 2004年 - 三塚博、政治家、第102代大蔵大臣、第111代外務大臣、第48代通商産業大臣、第57代運輸大臣（* 1927年）
- 2005年 - 小林ハル、長岡瞽女（* 1900年）
- 2005年 - 安部英、医師（* 1916年）
- 2005年 - 田中穣、美術評論家（* 1925年）
- 2005年 - 福田甲子雄、俳人（* 1927年）
- 2005年 - 雑賀陽平、漫画家（* 1950年）
- 2006年 - ジェイン・ジェイコブズ、都市計画家、ジャーナリスト（* 1916年）
- 2006年 - 川崎徳次、元プロ野球選手（* 1921年）
- 2006年 - 清惠波清隆、大相撲力士、年寄9代中川（* 1923年）
- 2010年 - アラン・シリトー、著作家（* 1928年）
- 2010年 - 西条満、振付師（* 1938年）
- 2011年 - 田中実、俳優、声優（* 1966年）
- 2013年 - 田端義夫、歌手、ギタリスト（* 1919年）
- 2013年 - ジェイコブ・アヴシャロモフ、作曲家、指揮者（* 1919年）
- 2014年 - シュテファニー・ツヴァイク、作家、ジャーナリスト（* 1932年）
- 2014年 - 榛谷泰明、映像作家、辞典編纂者（* 1935年）
- 2014年 - フランセスク・ビラノバ、サッカー選手、監督（* 1968年）
- 2015年 - ブルース・プリンス＝ジョゼフ、オルガン奏者、チェンバロ奏者（* 1925年）
- 2015年 - 江藤勲、音楽家、ベーシスト（* 1943年）
- 2016年 - 西山孝、実業家、元ミニストップ社長（* 1935年）
- 2016年 - 矢野建一、歴史学者、第16代専修大学学長（* 1949年）
- 2017年 - 川本邦衛、ベトナム学者、慶應義塾大学名誉教授（* 1929年）
- 2017年 - 阿部四郎、実業家、プロレスレフェリー、プロレスプロモーター（* 1940年）
- 2017年 - 井上雅博、実業家、第2代ヤフー社長（* 1957年）
- 2018年 - マイケル・アンダーソン、映画監督（* 1920年）
- 2018年 - 永井洋二郎、プロ野球選手（* 1923年）
- 2018年 - 榎本てる子、牧師、実践神学者（* 1962年）
- 2019年 - 大津留温、官僚、元建設事務次官、元住宅金融公庫総裁（* 1921年）
- 2019年 - 今井忠光、政治家、元福島県白河市長（* 1935年）
- 2019年 - ジョン・ハブリチェック、バスケットボール選手（* 1940年）
- 2019年 - 黒姫山秀男、大相撲関脇、年寄12代武隈（* 1948年）
- 2019年 - 遠藤ミチロウ、ミュージシャン（* 1950年）
- 2020年 - 金正濂、政治家、元駐日大韓民国大使（* 1924年）
- 2020年 - 三好俊吉、実業家、元NKK（現JFEスチール）社長（* 1929年）
- 2020年 - 千田隼生、俳優（* 1938年）
- 2021年 - 宇田川芳雄、政治家（* 1929年）
- 2021年 - 李寧煕、作家、政治家（* 1931年）
- 2021年 - 細野邦彦、テレビディレクター・プロデューサー（* 1933年）
- 2021年 - 神田川俊郎、日本料理人（* 1939年）
- 2022年 - 羅雄培、官僚、政治家（* 1934年）
- 2022年 - 二代目柳家小はん、落語家（* 1941年）
- 2023年 - 杉山栄太郎、地方公務員、元石川県副知事（* 1923年）
- 2023年 - ハリー・ベラフォンテ、歌手、俳優、社会活動家（* 1927年）
- 2023年 - ベラ・クレプキナ、走幅跳選手、1960年ローマ五輪金メダリスト（* 1933年）
- 2023年 - フランソワ・レオタール、政治家、フランス第13代文化大臣、第15代国防大臣（* 1942年）
- 2023年 - 野中友博、劇作家、演出家（* 1962年）
- 2024年 - 植田道雄、実業家、四国化工機創業者（* 1931年）
- 2024年 - 都平健二、レーシングドライバー（* 1941年）
- 2024年 - ローラン・カンテ、映画監督（* 1961年）
- 2025年 - 岡村隆志、プロレスラー、空手家（* 1964年）

## 記念日・年中行事

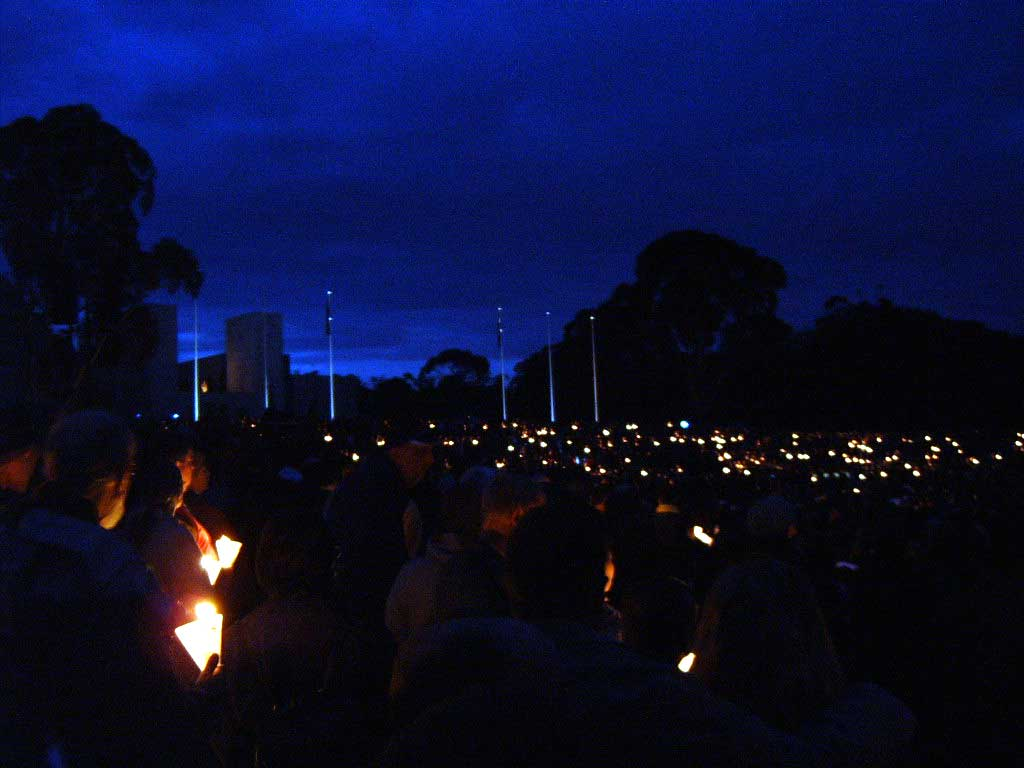
ANZACの日

- 世界マラリアデー（ 世界）
2000年のこの日にナイジェリアでマラリア撲滅国際会議が開かれたことを記念して、同会議でこの日を「アフリカ・マラリア・デー」として制定。2008年から世界保健機関が「世界マラリアデー」として実施している。
- 世界ペンギンの日（ 世界）
南極大陸に生息するアデリーペンギンが繁殖期を終えて海へ移動する途中、毎年この日頃にロス島のマクマード基地（アメリカ合衆国）付近に姿を見せることから、同基地の研究者がこの日を祝うようになったのが始まり[4]。
- ANZACの日（ オーストラリア・ ニュージーランド・ クック諸島・ ニウエ・ サモア・ トンガ）
第一次世界大戦時のオーストラリアおよびニュージーランドの義勇軍 (ANZAC) の勇気をたたえ、戦没者を追悼する日。
- 解放記念日（ イタリア）
1945年のこの日、ナチス・ドイツの連合国への降伏決定に伴い、ムッソリーニのイタリア社会共和国が政権崩壊した。
- 解放記念日（ ポルトガル）
1974年のこの日、国軍運動（MFA）が軍事クーデター（カーネーション革命）を起こし、マルセロ・カエターノ首相のエスタド・ノヴォ（第二共和制）が終焉した。
- シナイ解放記念日（ エジプト）
1982年のこの日、イスラエルが15年間占領していたシナイ半島がエジプトに全面返還された。
- ギロチンの日
1792年のこの日にフランスでギロチンが実用化されたことから[5]。
- DNAの日
1953年のこの日発行の『ネイチャー』誌にフランシス・クリックとジェームズ・ワトソンのDNAの二重らせん構造を発表する論文が掲載された。
- 拾得物の日（ 日本）
1980年のこの日、東京・銀座で現金1億円の「落し物」が見つかったことに因む（一億円拾得事件）。落し主は現れず、拾得物として警察に届け出た人物が同年11月に全額の所有権を取得した。
- 御忌会（ 日本）
浄土宗の開祖・法然の忌日法会。4月18日午後から4月25日までの8日間、御影堂にて日中・逮夜の各法要が勤められる。本来の忌日は旧暦1月25日であるが、参詣者の便を考えて、明治10年（1877年）から気候の穏やかな新暦4月に行われるようになった[6]。
- 国連記念日
1945年4月25日に、サンフランシスコで連合国50か国代表による、国連憲章を作成・採択するためのサンフランシスコ会議が開催されたことにちなむ。国際デーの一つである「国連デー」は10月24日。
- カレーラーメンの日（ 日本）
2006年のこの日、北海道室蘭市とその周辺のカレーラーメン提供店で作る「室蘭カレーラーメンの会」の発足総会が行われたことから[7][8]。
- 小児がんゴールドリボンの日（ 日本）
小児がんで闘病している子ども達をもっと知ってもらい、支援を広げ、子どもたちに笑顔を取り戻してほしいと制定。日付は、4（しょう）と2（に）と5（ゴールドリボン）の語呂合わせから[9]。